# 黃化現象
黃化現象是指植物在黑暗中生长时呈现黄色和其他变态特征的现象。因為缺少陽光，植物無法進行光合作用因而不會產生葉綠素的累積，葉子顏色也會轉黃。
其本質上是植物对环境的一种适应。当种子或其他延存器官在无光的土层下萌发时，可使贮存量有限的有机营养物质最有效地用于胚轴或莖的伸长，莖部會變長和變弱，保证幼苗出土见光。

## 參看
- 向性